# Inverno nuclear
Inverno nuclear é um efeito de resfriamento climático global severo e prolongado que se supõe que ocorrerá depois que tempestades de fogo tomarem conta do planeta após uma guerra nuclear em larga escala. A hipótese é baseada no fato de que tais incêndios podem injetar fuligem na estratosfera, o que pode bloquear parte da luz solar direta que atingie a superfície da Terra. Especula-se que o resfriamento resultante levaria ao fracasso generalizado das colheitas e à fome mundial. Ao desenvolver modelos de computador de cenários de inverno nuclear, os pesquisadores usam o bombardeio convencional de Hamburgo e a tempestade de fogo de Hiroshima na Segunda Guerra Mundial como exemplos de casos em que a fuligem pode ter sido injetada na estratosfera, juntamente com observações modernas de área de incêndios florestais.

## Mecanismo

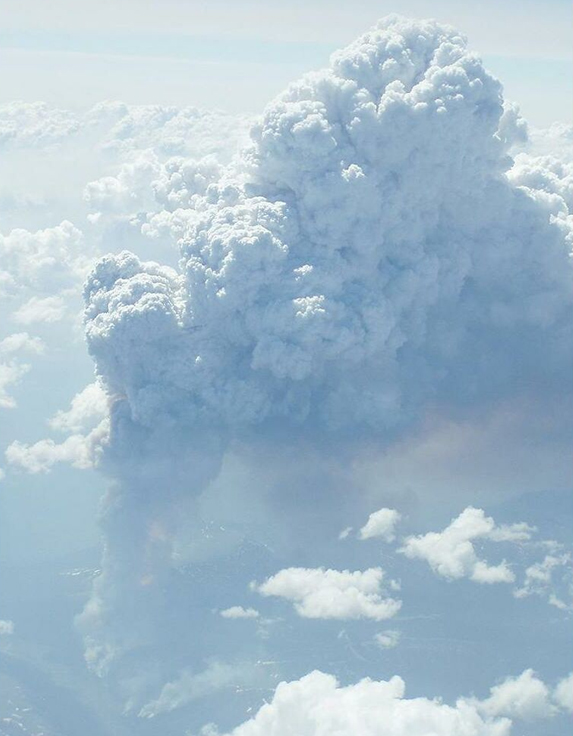
Imagem de uma nuvem pirocumulonimbus tirada de um avião comercial cruzando a cerca de 10 km. Em 2002, vários instrumentos sensores detectaram 17 eventos distintos de nuvens pirocumulonimbus somente na América do Norte.

O cenário de inverno nuclear assume que 100 ou mais tempestades de fogo urbanas são inflamadas por explosões nucleares e que elas levantam grandes quantidades de fumaça fuliginosa na troposfera superior e na estratosfera inferior pelo movimento oferecido por nuvens cumulonimbus que se formam durante uma tempestade de fogo. A 10-15 km acima da superfície da Terra, a absorção da luz solar pode aquecer ainda mais a fuligem na fumaça, elevando parte ou toda para a estratosfera, onde ela pode persistir por anos se não houver chuva para lavá-la. Esse aerossol de partículas pode aquecer a estratosfera e impedir que uma parte da luz do sol atinja a superfície, fazendo com que as temperaturas da superfície caiam drasticamente.
A camada de inversão estável modelada de fuligem quente entre a troposfera e a alta estratosfera que produz o efeito anti-estufa foi apelidada de "Smokeosphere" por Stephen Schneider et al. em seu artigo de 1988.
Embora seja comum nos modelos climáticos considerar tempestades de fogo nas cidades, estas não precisam ser provocadas por dispositivos nucleares; fontes de ignição mais convencionais podem ser a faísca das tempestades de fogo. Antes do efeito de aquecimento solar mencionado anteriormente, a altura de injeção da fuligem é controlada pela taxa de liberação de energia do combustível da tempestade, não pelo tamanho de uma explosão nuclear inicial. Por exemplo, a nuvem de cogumelo da bomba lançada em Hiroshima atingiu uma altura de seis quilômetros (troposfera média) em poucos minutos e depois se dissipou devido aos ventos, enquanto os incêndios individuais dentro da cidade levaram quase três horas para se transformar em uma tempestade de fogo e produzir uma nuvem pirocúmulo, uma nuvem que se supõe ter atingido alturas troposféricas superiores, pois ao longo de suas várias horas de queima, a tempestade de fogo liberou cerca de 1000 vezes a energia da bomba.

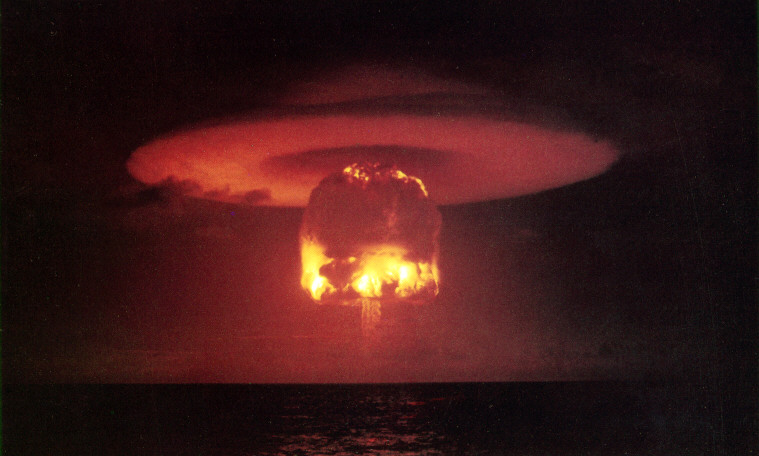
Teste nuclear Castle Romeo no atol de Bikini, 1954

Como os efeitos incendiários de uma explosão nuclear não apresentam quaisquer características especiais, estima-se por aqueles com experiência em bombardeio estratégico que, com a cidade devastada pela tempestade de fogo, a mesma ferocidade de fogo e danos produzidos em Hiroshima por uma bomba nuclear de 16 quilotons jogada a partir de um único bombardeiro B-29 poderia ter sido produzido pelo uso convencional de cerca de 1,2 quilotons de bombas incendiárias lançadas por 220 B-29s distribuídos pela cidade.
Enquanto as tempestades de fogo de Dresden e Hiroshima e os incêndios em massa de Tóquio e Nagasaki ocorreram em poucos meses em 1945, a mais intensa tempestade de fogo de Hamburgo ocorreu em 1943. Apesar da separação no tempo, na ferocidade e na área queimada, os principais modeladores da hipótese afirmam que esses cinco incêndios potencialmente colocaram 5% da fumaça na estratosfera como os hipotéticos 100 incêndios nucleares discutidos nos modelos modernos. Embora se acredite que os efeitos modelados de resfriamento climático da massa de fuligem injetada na estratosfera por 100 tempestades de fogo (um a cinco teragramas) teriam sido detectáveis com instrumentos técnicos na Segunda Guerra Mundial, cinco por cento disso não teria sido possível observar naquele momento.

### Cronograma de remoção de aerossol

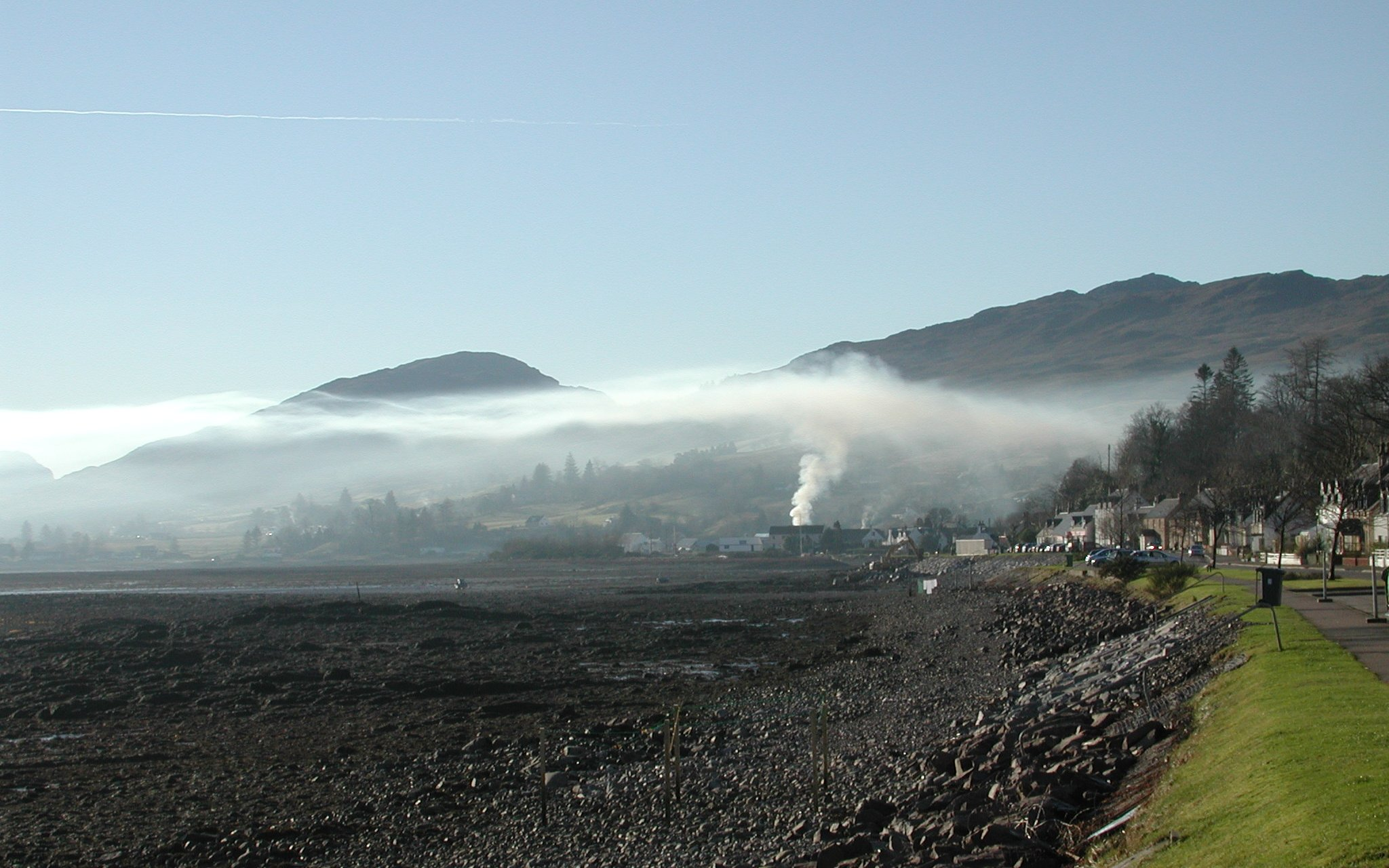
A fumaça subindo em Lochcarron, Escócia, é interrompida por uma camada de inversão natural de baixo nível de ar mais quente (2006).

A escala de tempo exata de quanto tempo essa fumaça permanece na atmosfera e, portanto, quão severamente essa fumaça afeta o clima quando atinge a estratosfera, depende dos processos de remoção química e física.
O mecanismo de remoção física mais importante é a chuva, tanto durante a fase de "coluna convectiva acionada pelo fogo", que produz "chuva negra" próximo ao local do incêndio, quanto durante a fase após a dispersão da pluma convectiva, onde a fumaça não é mais concentrada e, portanto, acredita-se que a "remoção úmida" seja muito eficiente. No entanto, esses mecanismos eficientes de remoção na troposfera são evitados no estudo Robock de 2007, onde o aquecimento solar é modelado para lançar rapidamente a fuligem na estratosfera, "destreinando" ou separando as partículas de fuligem mais escuras das nuvens mais brancas de água condensada.
Uma vez na estratosfera, os mecanismos de remoção física que afetam a escala de tempo da permanência das partículas de fuligem são a rapidez com que o aerossol de fuligem colide e coagula com outras partículas via movimento browniano e cai para fora da atmosfera via deposição seca por gravidade, além do tempo que leva para o "efeito forético" mover as partículas coaguladas para um nível mais baixo na atmosfera. Seja por coagulação ou por efeito forético, uma vez que o aerossol de partículas de fumaça está neste nível atmosférico mais baixo, a semeadura de nuvens pode começar, permitindo que a precipitação lave o aerossol de fumaça para fora da atmosfera pelo mecanismo de deposição úmida.
Os processos químicos que afetam a remoção dependem da capacidade da química atmosférica de oxidar o componente carbonáceo da fumaça, por meio de reações com espécies oxidativas, como ozônio e óxidos de nitrogênio, ambos encontrados em todos os níveis da atmosfera e que também ocorrem em maiores concentrações quando o ar é aquecido a altas temperaturas.
Dados históricos sobre os tempos de permanência de aerossóis, embora uma mistura diferente de aerossóis, neste caso aerossóis de enxofre estratosférico e cinzas vulcânicas de erupções de megavulcões, parecem estar na escala de tempo de um a dois anos, no entanto as interações aerossol-atmosfera ainda são pouco compreendidas.

## Consequências

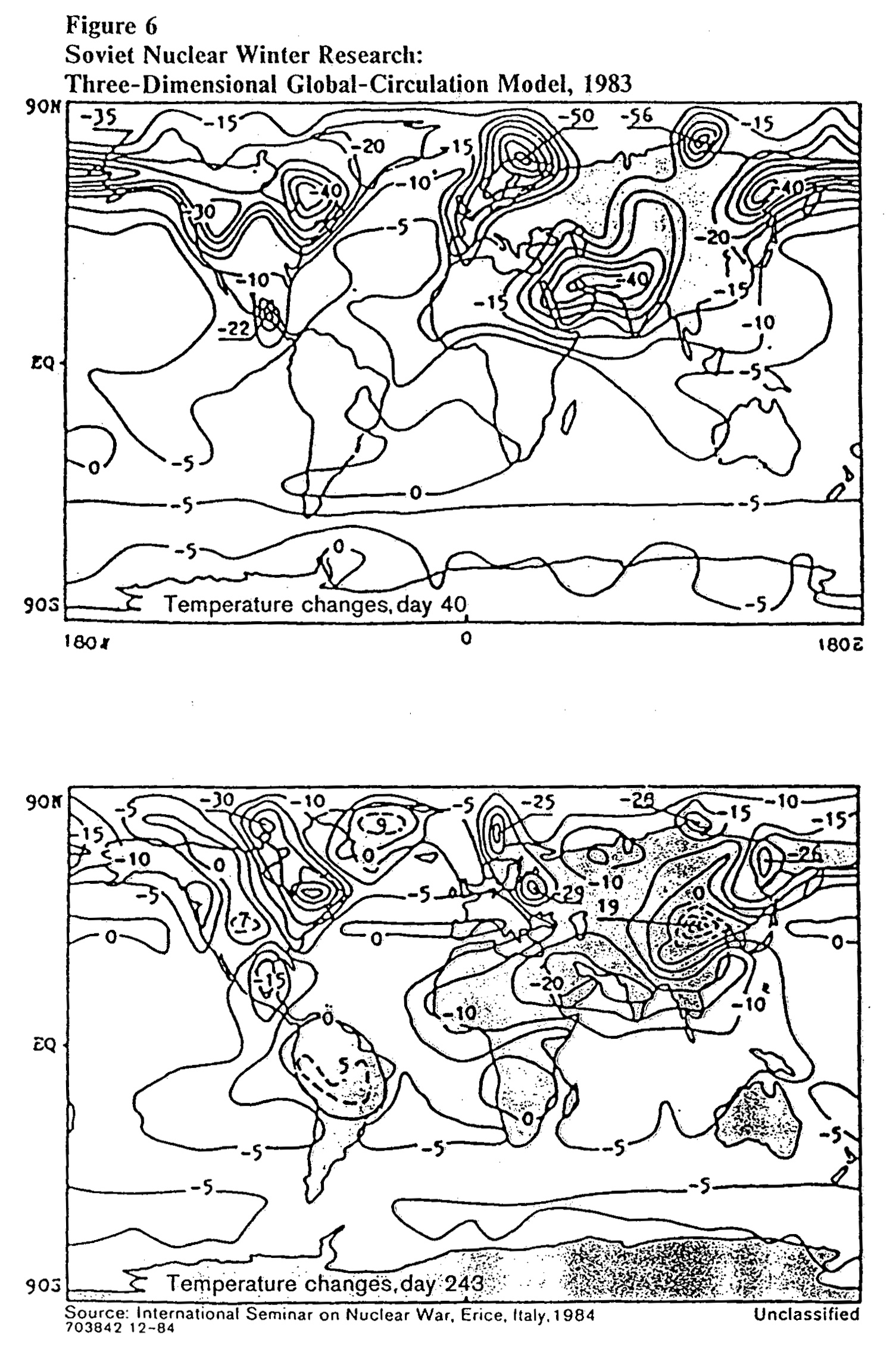
Diagrama obtido pela CIA no Seminário Internacional sobre Guerra Nuclear na Itália 1984. Ele retrata as descobertas da pesquisa soviética de modelos de computador 3-D sobre o inverno nuclear de 1983 e, embora contenha erros semelhantes aos modelos ocidentais anteriores, foi o primeiro modelo 3-D do inverno nuclear. (As três dimensões no modelo são longitude, latitude e altitude.) O diagrama mostra as previsões dos modelos de mudanças de temperatura global após uma troca nuclear global. A imagem superior mostra os efeitos após 40 dias, a inferior após 243 dias. Um co-autor foi o pioneiro da modelagem de inverno nuclear Vladimir Alexandrov. Alexsandrov desapareceu em 1985. A partir de 2016, permanece a especulação em curso pelo amigo, Andrew Revkin, de jogo sujo relacionado ao seu trabalho.

### Efeitos climáticos
Um estudo apresentado na reunião anual da União de Geofísica dos Estados Unidos em dezembro de 2006 descobriu que mesmo uma guerra nuclear regional de pequena escala poderia perturbar o clima global por uma década ou mais. Em um cenário de conflito nuclear regional, onde duas nações opostas nos subtrópicos usariam 50 armas nucleares do tamanho de Hiroshima (cerca de 15 quilotons cada) em grandes centros populacionais, os pesquisadores estimaram que até cinco milhões de toneladas de fuligem seriam liberadas, o que produzem um resfriamento de vários graus em grandes áreas da América do Norte e Eurásia, incluindo a maioria das regiões de cultivo de grãos. O resfriamento duraria anos e, segundo a pesquisa, poderia ser “catastrófico”.

### Destruição do ozônio
As detonações nucleares produzem grandes quantidades de óxidos de nitrogênio ao decompor o ar ao seu redor. Estes são então levantados para cima por convecção térmica. À medida que atingem a estratosfera, esses óxidos de nitrogênio são capazes de quebrar cataliticamente o ozônio presente nessa parte da atmosfera. A destruição da camada de ozônio permitiria que uma intensidade muito maior da radiação ultravioleta nociva do Sol chegasse ao solo. Um estudo de 2008 de Michael J. Mills et al., publicado no Proceedings of the National Academy of Sciences, descobriu que uma troca de ataques nucleares entre o Paquistão e a Índia usando seus arsenais atuais poderia criar um buraco de ozônio quase global, desencadeando problemas de saúde humana e danos ambientais por pelo menos uma década.

### Verão nuclear
Um "verão nuclear" é um cenário hipotético em que, após um inverno nuclear causado por aerossóis inseridos na atmosfera, um efeito estufa ocorreria devido ao dióxido de carbono liberado pela combustão e metano liberado da decomposição da matéria orgânica morta e cadáveres que congelaram durante o inverno nuclear.
Outro cenário hipotético mais sequencial, após a sedimentação da maioria dos aerossóis em 1 a 3 anos, o efeito de resfriamento seria superado por um efeito de aquecimento de efeito estufa, que aumentaria rapidamente as temperaturas da superfície em muitos graus, o suficiente para causar a morte de grande parte, se não da maior parte, da vida que sobreviveu ao resfriamento, grande parte da qual é mais vulnerável a temperaturas acima do normal do que a temperaturas abaixo do normal. As detonações nucleares liberariam CO 2 e outros gases de efeito estufa da queima, seguidos por mais liberados da decomposição de matéria orgânica morta. As detonações também inseririam óxidos de nitrogênio na estratosfera que, então, esgotariam a camada de ozônio ao redor da Terra.
Existem outras versões hipotéticas mais diretas da hipótese de que o inverno nuclear pode dar lugar a um verão nuclear. As altas temperaturas das bolas de fogo nucleares podem destruir o gás ozônio da estratosfera média.

## Debate público

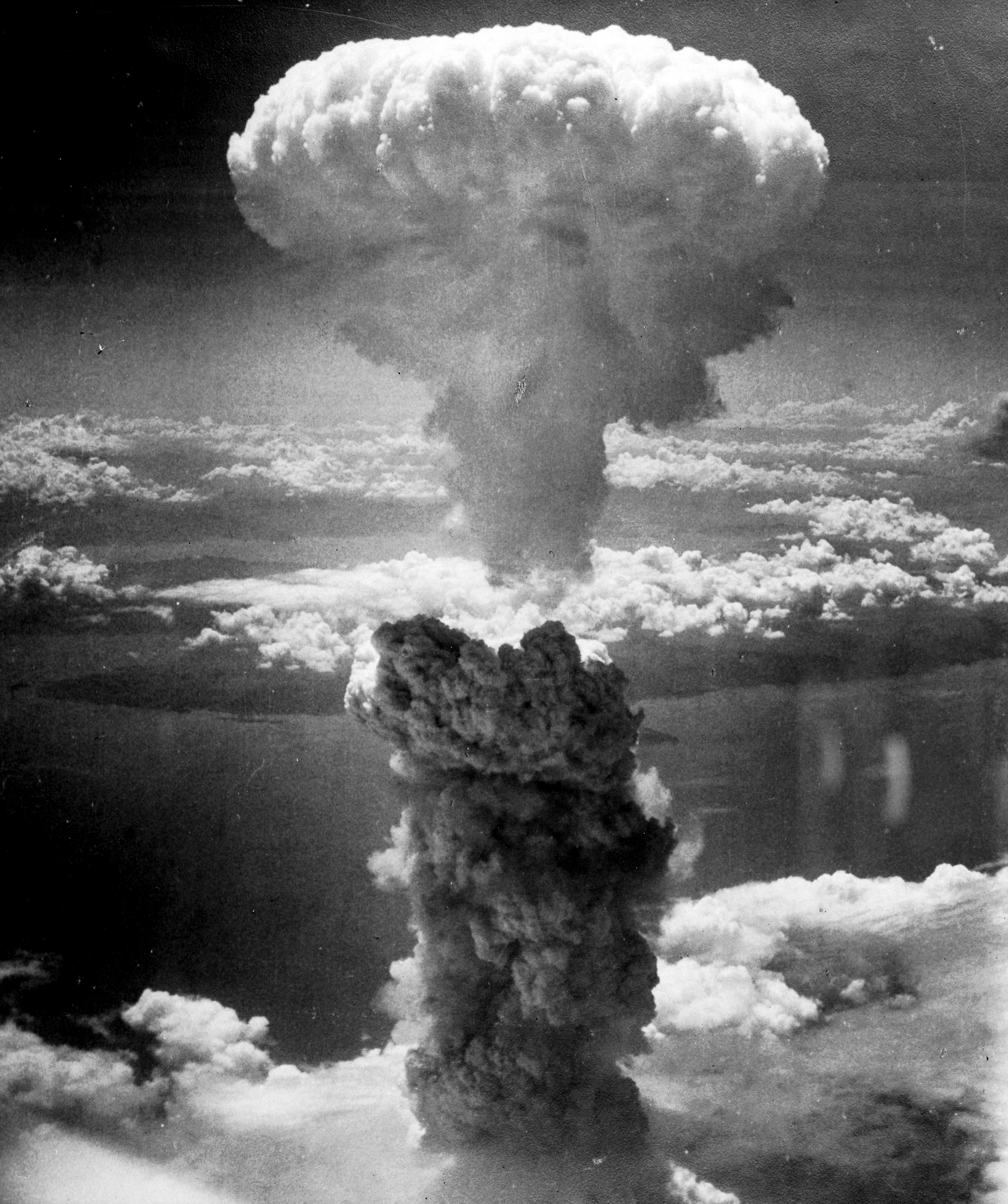
A explosão em Nagasaki, Japão, 1945

Os efeitos dos artefatos nucleares começaram a chamar a atenção do público leigo e do mundo científico e político desde as primeiras detonações atômicas sobre Hiroshima e Nagasaki em 1945. O que primeiro veio à discussão foram os efeitos diretos da explosão e do calor produzido. Somente na década de 1950 se estudaram outros efeitos, como a precipitação de partículas radioativas. Nos anos 1970 se percebeu que as detonações injetavam grandes quantidades de óxidos de nitrogênio na estratosfera, que destroem o ozônio (ozono), mas somente nos anos 80, na sequência do movimento pacifista, se empreenderam diversas outras pesquisas, reveladoras de possíveis efeitos globais sobre o clima, que deram margem a uma grande controvérsia pública envolvendo cientistas, políticos e pacifistas. Em 1975 um grupo de acadêmicos desenvolveu uma pesquisa que indicou que uma guerra nuclear em larga escala teria efeitos devastadores para a camada de ozônio. Em 1981 Jonathan Schell publicou uma série de artigos de grande repercussão no jornal The New Yorker, depois reunidos em livro, onde argumentou que uma guerra nuclear levaria à extinção da humanidade.
Nesse cenário em 1982 a Academia de Ciências da Suécia encomendou um estudo a Paul Crutzen e seu colaborador John Birks sobre as implicações atmosféricas de uma guerra nuclear. Crutzen havia sido um pioneiro na determinação dos efeitos dos óxidos de nitrogênio sobre o ozônio, mas suas conclusões indicaram um impacto bastante limitado de detonações nucleares sobre a camada de ozônio. Contudo, em seu estudo Crutzen levou em conta modelos de bombas diferentes daqueles usados em Hiroshima e Nagasaki, possuindo menores cargas explosivas, e por isso o resultado direto pouco expressivo. Mesmo assim, continuando suas pesquisas, eles passaram a considerar não somente o efeitos dos óxidos de nitrogênio sobre o ozônio, mas também os da fumaça causada pelos incêndios massivos em cidades inteiras que seriam um resultado de uma guerra de grandes proporções, e que obscureceriam a irradiação solar, desencadeando um resfriamento global. A publicação desses estudos na revista Ambio chamou a atenção para esses efeitos antes desconsiderados, e no ano seguinte outros pesquisadores assumiram a questão, como Vladimir Alexandrov e Georgiy Stenchikov, e um grupo formado por Richard Turco, Owen Toon, Thomas Ackerman, James Pollack e Carl Sagan, conhecidos como Grupo TTAPS, levando-os às mesmas conclusões. O Grupo TTAPS trabalhou a partir de um cenário básico envolvendo uma detonação de cinco mil Megatons. Mas no mesmo documento eles apresentaram cenários alternativos, postulando que uma guerra de cem Megatons já seria suficiente para provocar um inverno nuclear com uma imensa mortalidade humana. Outro grupo, liderado por Paul Ehrlich, trabalhando sobre o estudo do grupo TTAPS, desenvolveu uma perspectiva ainda mais severa, mas Brian Martin criticou várias inconsistências em ambos os relatórios, que não obstante tiveram uma divulgação sensacionalista. Ele disse também que se manifestaram vários críticos contrários aos resultados propostos, dizendo que com boas razões esperavam análises mais imparciais e menos apaixonadas, e levassem em conta a incerteza que cerca qualquer teoria ou previsão, e possíveis efeitos compensatórios da natureza. Outros cientistas, como Starley Thompson e Stephen Schneider, especularam que apesar de prováveis, os efeitos negativos sobre o clima seriam menores do que os apontados, falando em um "outono nuclear" em vez de um "inverno nuclear".
Ao longo dos anos 80 a pesquisa e a discussão se tornaram mais complexas, incorporando um maior detalhamento nos parâmetros teóricos, usando modelos computadorizados mais elaborados e precisos, e também recebendo críticas mais abalizadas. Como advertiu Martin,
"O inverno nuclear é uma área extremamente complexa da ciência, cercada de grandes incertezas, e isso permite uma amplitude de presunções e interpretações muito maior do que em outras áreas. O inverno nuclear é também uma área que tem consideráveis implicações políticas potenciais, e isso significa que a influência da política no desenvolvimento da ciência do inverno nuclear tende a se tornar muito mais aparente do que em campos de estudo mais esotéricos... Indivíduos e grupos têm usado declarações sobre o inverno nuclear para perseguir objetivos explicitamente políticos".
Russell Seitz, um associado da Universidade de Harvard, disse que toda a polêmica sobre o assunto cai fora da ciência e se baseia em uma questão política, e que essa politização da ciência é suficiente para produzir o anúncio de meras conjeturas como se fossem fatos comprovados. Reforçou sua opinião com declarações de outros cientistas respeitados como Freeman Dyson, Victor Weisskopf e Richard Feynman, e teve boa receptividade em setores conservadores, mas foi veementemente atacada pelo grupo TTAPS.
Este foi o panorama da polêmica até o fim dos anos 80, quando ela passou para um plano secundário depois de uma vasta repercussão pública. Também o fim da corrida armamentista e da Guerra Fria contribuíram para deslocar a atenção do público para outras questões. Desde esta época os arsenais nucleares foram reduzidos em um terço, mas continuam a ser enormes, estimados em mais de 26 mil ogivas, e tampouco se fizeram outras projeções computadorizadas nesse intervalo. Entretanto, com a entrada no "Clube Atômico", de países envolvidos em conflito perene com seus vizinhos, como Israel, Índia, Paquistão e Coreia do Norte, a teoria do inverno nuclear voltou a foco, e em 2006 Alan Robock e outros reiniciaram as pesquisas com recursos tecnológicos aperfeiçoados, usando o mais moderno modelo climático computadorizado disponível, que fora testado com sucesso na análise dos efeitos das erupções dos vulcões Laki e Katmai. A projeção trabalhou com uma perspectiva de dez anos, usando dois cenários de base, um com uma guerra que emitisse para a estratosfera 150 milhões de toneladas de fuligem, a partir de uma explosão total de 5 mil Megatons, e outra com cinquenta milhões de toneladas, com um terço da potência nuclear do outro cenário.
Os resultados da previsão, para o caso mais extenso, foram o aumento em cem vezes a incidência de radiação solar de onda curta; a redução da temperatura média global na ordem de 7 a 8 °C durante vários anos, uma redução maior do que os 5 °C da última glaciação, persistindo em 4 °C menor que a média no fim da década, e com quedas localizadas sobre os continentes ainda mais impressionantes - 20 °C na América do Norte e 30 °C na Eurásia; em localidades específicas usadas como amostra, observou-se a ocorrência de temperaturas mínimas extremas - níveis abaixo de 0 °C em Iowa durante todo um ano, e ao longo de dois anos inteiros na Ucrânia. A precipitação pluviométrica caiu em 45% e o regime de monção no Hemisfério Norte foi bloqueado. No caso menos extenso, o resultado foi de metade dos valores indicados antes, mas o impacto foi igualmente planetário.

### Guerras localizadas

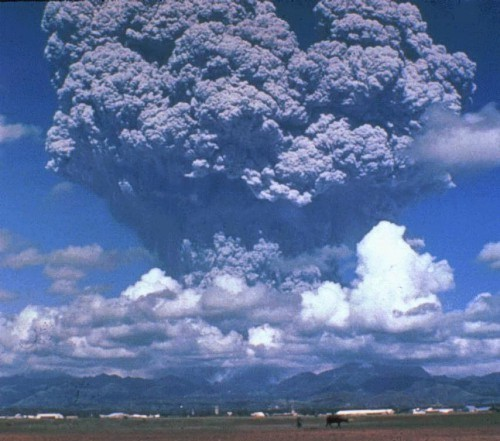
Erupção do vulcão Pinatubo em 1991

Um estudo recente publicado por Robock e Owen Toon, e divulgado em várias revistas especializadas que editam no sistema de peer review, informou que mesmo conflitos limitados teriam um efeito devastador sobre o clima da Terra. Simulando através de computadores um confronto entre a Índia e o Paquistão, com a detonação de cem ogivas nucleares com a mesma potência daquela que destruiu Hiroshima, concluiu-se que seriam lançadas sete milhões de toneladas de fuligem na estratosfera. No modelo prático usado foram adotados parâmetros conservadores, supondo uma emissão de cinco milhões de toneladas de fuligem. Na projeção resultante, em duas semanas todo o planeta estaria coberto por uma nuvem escura, esfriando a temperatura global em cerca de 1,2 °C ao longo de vários anos. A redução nos índices pluviométricos seria de em geral 10%, com uma redução de até 40% em regiões sujeitas ao regime da monção, e a camada de ozônio (ozono) seria gravemente prejudicada, com aumento significativo na incidência de radiação ultravioleta sobre a superfície. Um outro estudo, realizado por Michael Mills, da Universidade do Colorado, com programas computadorizados diferentes, obteve resultados similares.
Os pesquisadores alertam que apesar de os valores de alteração na temperatura e chuva parecerem pouco relevantes, na prática têm um efeito em larga escala, dado o delicado equilíbrio em que se mantém o ecossistema terrestre. A redução da luz solar, combinada à diminuição nas chuvas e aumento dos raios ultravioleta, implicariam efeitos negativos profundos para toda agricultura do planeta, reduzindo drasticamente a produção de alimentos. Prevê-se que cerca de mil milhões de pessoas morreriam diretamente por consequência da fome, sem contar outras mortes em massa decorrentes de consequências secundárias. Para os críticos dessa teoria, que consideram essas previsões pessimistas e exageradas, eles apontaram o fato de que uma simples erupção vulcânica de grandes proporções, como a do vulcão Tambora na Indonésia em 1815, causou o obscurecimento parcial do sol e a redução em 0,5% na temperatura média global por um ano. Na América do Norte as consequências desse desastre natural, muito menos impactante que uma guerra nuclear mesmo localizada, foram a quebra de safras por geadas em todos os meses do ano seguinte, grande aumento no preço dos grãos e do gado, e migrações em massa. Na Europa o ano de 1816 se tornou conhecido como "o ano sem verão", com epidemias de fome e o colapso do mercado financeiro. Há poucos anos o vulcão Pinatubo ofereceu a possibilidade de um exame detalhado sobre uma grande explosão, desta que foi considerada a maior do século XX. Da mesma forma se observou um impacto global sobre o clima, com uma redução de 0,25 °C na temperatura média da superfície terrestre, diminuição de chuvas, ressecamento do solo e a difusão de partículas em suspensão por toda a atmosfera superior, afetando a camada de ozônio (ozono).

## Críticas
Os quatro principais fundamentos, em grande parte independentes, sobre os quais o conceito de inverno nuclear continua a receber críticas, são os seguintes: em primeiro lugar, as cidades seriam prontamente incendiadas e, em caso afirmativo, quanta fuligem seria gerada? Em segundo lugar, a longevidade atmosférica: as quantidades de fuligem assumidas nos modelos teóricos permaneceriam na atmosfera pelo tempo projetado ou muito mais fuligem precipitaria como chuva negra muito mais cedo do que o previsto? Terceiro, o tempo dos eventos: quão razoável é para a modelagem de tempestades de fogo ou da guerra começar no final da primavera ou no verão (isso é feito em quase todos os documentos de inverno nuclear estadunidenses-soviéticos, dando origem ao maior grau possível de resfriamento modelado)? Por último, a questão da escuridão ou opacidade: quanto efeito de bloqueio de luz teria a suposta qualidade da fuligem que chegasse à atmosfera.
Embora as previsões iniciais do modelo 1-dimensional TTAPS de 1983, altamente popularizadas, tenham sido amplamente divulgadas e criticadas na mídia, em parte porque cada modelo posterior prevê menos do seu nível "apocalíptico" de resfriamento, a maioria dos modelos continua a sugerir que o resfriamento global ainda resultaria em alguns efeitos deletérios, sob a suposição de que um grande número de incêndios ocorreu na primavera ou no verão. O modelo tridimensional menos primitivo de Starley L. Thompson de meados da década de 1980, que continha notavelmente as mesmas suposições gerais, o levou a cunhar o termo "outono nuclear" para descrever com mais precisão os resultados climáticos da fuligem neste modelo, em um entrevista de câmera na qual ele descarta os modelos "apocalípticos" anteriores.
Uma grande crítica às suposições que continuam a tornar esses resultados do modelo possíveis apareceu no livro Nuclear War Survival Skills, de 1987, um manual de defesa civil de Cresson Kearny para o Oak Ridge National Laboratory. De acordo com a publicação Uma avaliação dos efeitos atmosféricos globais de uma grande guerra nuclear, de 1988, as críticas de Kearny foram direcionadas à quantidade excessiva de fuligem que os modeladores assumiram que atingiria a estratosfera. Kearny citou um estudo soviético de que as cidades modernas não queimariam como tempestades de fogo, já que a maioria dos itens inflamáveis seriam enterrados sob escombros não combustíveis e que o estudo TTAPS incluiu uma superestimativa maciça do tamanho e extensão dos incêndios florestais não urbanos que resultariam de uma guerra nuclear. Os autores do TTAPS responderam que, entre outras coisas, eles não acreditavam que os planejadores de alvos iriam explodir intencionalmente as cidades em escombros, mas argumentaram que os incêndios começariam em subúrbios relativamente intactos quando os locais próximos fossem atingidos e admitiram parcialmente seu ponto sobre incêndios florestais não urbanos. O Dr. Richard D. Small, diretor de ciências térmicas da Pacific-Sierra Research Corporation, também discordou fortemente das suposições do modelo, em particular a atualização de 1990 do TTAPS que argumenta que cerca de 5.075 Tg de material queimariam em uma guerra nuclear entre Estados Unidos e União Soviética, sendo que a análise de Small de plantas e edifícios reais retornou um máximo de 1.475 Tg de material que poderia ser queimado, "assumindo que todo o material combustível disponível foi realmente inflamado".
Embora Kearny fosse da opinião de que futuros modelos mais precisos "indicariam que haverá reduções ainda menores na temperatura", incluindo futuros modelos potenciais que não aceitavam tão prontamente que tempestades de fogo ocorreriam de forma tão confiável quanto os modeladores do inverno nuclear supõem, em NWSS Kearny fez resumir a estimativa de resfriamento comparativamente moderada de não mais do que alguns dias, do modelo 1986 Nuclear Winter Reappraised por Starley Thompson e Stephen Schneider. Isso foi feito em um esforço para transmitir a seus leitores que, contrariamente à opinião popular na época, na conclusão desses dois cientistas do clima, "em bases científicas, as conclusões apocalípticas globais da hipótese inicial do inverno nuclear podem agora ser relegadas a um desaparecendo o baixo nível de probabilidade."
No entanto, um artigo de 1988 de Brian Martin em Science and Public Policy afirma que, embora a Nuclear Winter Reappraised concluísse que o "inverno nuclear" EUA-Soviético seria muito menos severo do que se pensava originalmente, com os autores descrevendo os efeitos mais como um "outono nuclear" - outras declarações de Thompson e Schneider mostram que eles "resistiram à interpretação de que isso significa uma rejeição dos pontos básicos feitos sobre o inverno nuclear". No estudo de Alan Robock et al. 2007, eles escrevem que "por causa do uso do termo 'outono nuclear' por Thompson e Schneider [1986], embora os autores tenham deixado claro que as consequências climáticas seriam grandes, nos círculos políticos a teoria do inverno nuclear é considerada por alguns ter sido exagerada e refutada [por exemplo, Martin, 1988]." Em 2007, Schneider expressou seu apoio provisório aos resultados de resfriamento de uma guerra nuclear limitada (Paquistão e Índia) analisada no modelo de 2006, dizendo: "O Sol é muito mais forte nos trópicos do que em latitudes médias. Portanto, uma guerra muito mais limitada [lá] poderia ter um efeito muito maior, porque você está colocando a fumaça no pior lugar possível" e "qualquer coisa que você possa fazer para desencorajar as pessoas de pensar que há alguma maneira de ganhar qualquer coisa com uma troca nuclear é uma boa ideia."